# Momordica cardiospermoides
Momórdica cardiospermoídes (лат.) — вид растений рода Момордика (Momordica) семейства Тыквенные (Cucurbitaceae). Форма листьев растения напоминает таковую у видов рода Cardiospermum (семейство Сапиндовые), откуда и пошло название.

## Ботаническое описание
Многолетнее стелющееся или лазающее лиановидное растение до 10 метров в длину, с простыми или двураздельными усиками. Побеги голые, ребристые.
Листья сложные, непарноперистые, состоят из 15—17 листочков. Листочки голые, по краю колючие.
Цветки раздельнополые, одиночные, слегка зигоморфные, до 5,5 см в диаметре, мужские несколько крупнее, жёлтого цвета.
Плод — ярко-красная, не раскрывающаяся при созревании тыквина до 10 см длиной и 5 см в диаметре.
Все части растения при повреждении испускают неприятный запах.

## Ареал
Юго-восток Африки от Танзании на севере до Мпумаланги и Квазулу-Натала на юге, на запад — до Намибии и Анголы.